# Campeonato Mundial de Bandy
O Campeonato Mundial de Bandy é o principal evento de bandy de seleções nacionais, organizado pela Federação Internacional de Bandy.

## História
O primeiro campeonato mundial foi realizado em 1957 e a todo já ocorreram 18 edições, com predominância de países nórdicos.

## Quadro de Medalhas
| Ordem | País            | Medalha de ouro | Medalha de prata | Medalha de bronze | Total |
| ----- | --------------- | --------------- | ---------------- | ----------------- | ----- |
| 1     | União Soviética | 14              | 2                | 1                 | 17    |
| 2     | Suécia          | 11              | 18               | 7                 | 36    |
| 3     | Rússia          | 10              | 8                | 1                 | 19    |
| 4     | Finlândia       | 1               | 8                | 19                | 28    |
| 5     | Noruega         | 0               | 1                | 1                 | 2     |
| 6     | Cazaquistão     | 0               | 0                | 6                 | 6     |